# Jakub Barbasz
Jakub Bogdan Barbasz (ur. w 1977 w Krakowie) – dr hab. inż., polski naukowiec, fizykochemik.

## Życiorys
W 2000 ukończył studia na Wydziale Chemii Politechniki Krakowskiej. Członek grupy badawczej Instytutu Katalizy i Fizykochemii Powierzchni Polskiej Akademii Nauk. Członek CogniLab na Uniwersytecie Jagiellońskim.
Wspinacz – autor kilkudziesięciu nowych dróg w polskich skałach. Jest współtwórcą portalu wspinaczkowego brytan.com.pl, wcześniej jeden z redaktorów magazynu wspinaczkowego "Brytan". Wraz z Darkiem Królem jest autorem przewodnika po wspinaczkowych rejonach Krakowa.

## Działalność
Popularyzacja nauki
Artykuły popularnonaukowe:
1. "Na początek sinularia sp."; Anna Barbasz; Jakub Barbasz; Nasze Akwarium Nr.61/Październik (2004)
2. "Jedenaście lat metody Ballinga" Jakub Barbasz; Morszczaki 2 (2005)
3. "Oczyszczanie wody"; Jakub Barbasz; Morszczaki, 3 (2006)

Wykłady ogólnie dostępne w sieci: